# سفارة اليابان في روسيا
سفارة اليابان في روسيا هي أرفع تمثيل دبلوماسي لدولة اليابان لدى روسيا. تقع السفارة في موسكو وهي تهدف لتعزيز المصالح اليابانية في روسيا.

## وصلات خارجية
- الموقع الرسمي
- قائمة سفارات اليابان
- قائمة السفارات في روسيا